# درو إليس
درو إليس (بالإنجليزية: Drew Ellis)‏ هو لاعب كرة قدم أمريكية أمريكي، ولد في 27 ديسمبر 1914 في مقاطعة أوكلتري في الولايات المتحدة، وتوفي في 18 مايو 1988.

## وصلات خارجية
- درو إليس على موقع مرجع كرة القدم المحترفة.كوم (الإنجليزية)